# Карлтонвилл
Карлтонвилл (Carletonville) — город в местном муниципалитетм Мерафонг-Сити в районе Уэст-Ранд провинции Гаутенг (ЮАР).
Населённый пункт, в котором жили золотодобытчики, возник в этих местах в 1937 году, статус города получил с 1959 года. Название город получил в честь Гая Карлтона Джоунса, который долгое время был директором компании «Consolidated Goldfields».